# Votyak pictus
Votyak pictus (лат.) — ископаемый вид крылатых насекомых, единственный в составе монотипического рода Votyak из семейства Sylvabestiidae (Cnemidolestodea). Пермский период (Urzhumian Stage, Vokhminskaya Formation, Galevo Kostovaty, около 266 млн лет). Россия, Удмуртия (56,9° с. ш., 54,1° в. д.). Родовое название происходит от устаревшего русского названия удмуртов — «вотяки».

## Описание
Среднего размера насекомые. Длина переднего крыла около 35 мм (ширина около 30 мм). От близких видов отличается особенностями жилкования крыльев. Передний край переднего крыла слабо выпуклый. Прерадиальное поле (костальное и субкостальное) широкое. Костальное поле у основания жилки RS такой же ширины, как и субкостальное поле; жилка SC оканчивается в дистальной четверти крыла. RS начинается у середины крыла. Основание жилки M свободное; CuA двухветвистая. Вид был впервые описан по отпечаткам в 2018 году российским палеоэнтомологом Даниил Аристов (Палеонтологический институт РАН, Москва, Россия). Среди сестринских таксонов: Aiban, Cerasopterum, Elmopterum, Ivkinus, Kazanalicula, Kityakia, Micropermula, Neprotembia, Sibestia, Sojanopermula, Sylvabestia, Tshepanichoptera, Vokhmia.